# Totoka Saxum
Il Totoka Saxum è una struttura geologica della superficie di 152830 Dinkinesh. È utilizzato per determinare il meridiano principale del sistema di riferimento topografico di Dinkinesh, analogamente a quanto avviene sulla Terra con Greenwich.
Il saxum è stata battezzato dall'Unione Astronomica Internazionale con riferimento all'aggettivo "bella" espresso in figiano.